# Папавин, Александр Петрович
Алекса́ндр Петро́вич Папа́вин (1893, Климовское, Ярославская губерния — 22 сентября 1973, Ярославль) — паровозный машинист депо Ярославль Ярославской железной дороги, инициатор движения за продление сроков службы паровозов, Герой Социалистического Труда (1943).

## Биография
Родился в 1893 году в деревне Климовская (ныне — Климовское Ярославского района Ярославской области) в крестьянской семье. Русский. Подростком ушёл на заработки в город.
Трудовую деятельность начал в 1909 году истопником вагонов. Окончил ярославское железнодорожное училище № 3. С 1912 года работал в паровозном депо станции Всполье (ныне — Ярославль-Главный) помощником слесаря, затем слесарем, помощником машиниста паровоза.
В апреле 1917 года стал машинистом, получил свой первый паровоз серии Щ. Приняв брошенную машину, через два месяца восстановил и вышел в рейс. Точно по графику водил поезда.
В 1928 году принял пассажирский паровоз Су99-07. Машина была новой, 1927 года выпуска. На паровозе Су99-07 он проработал 33 года и 30 лет продержал свой локомотив без капитального ремонта. Заботливым уходом он добился продления службы каждой детали. Если Пётр Кривонос доказал, что можно водить поезда с большими скоростями и большим весом, то Папавин доказал, что такая работа может не влиять на состояние паровоза.
Паровоз Папавина, где применялось все больше и больше новинок, стали называть локомотивом-лабораторией. Опытом машиниста Папавина заинтересовались учёные. Он защитил подрешёточную часть топки кирпичной кладкой — Московский электромеханический институт инженеров транспорта занялся поисками оптимальной конструкции кладки. Папавинская практика поставила ряд вопросов перед теплотехниками. Его «рецепты» вносили поправки в инструкции. Специалисты подсчитали: на средства, сэкономленные Папавиным к началу 1940-х годов, можно построить два современных локомотива. В 1940 году в Москве была выпущена книга «Управление и уход за паровозом методом Кривоноса и Папавина». Брошюры о методе Папавина издавались на иностранных языках.
Паровоз Папавина без сбоев работал все военные годы. К июлю 1943 года А. П. Папавин рапортовал о том, что его локомотив пробежал без капитального ремонта 1 миллион 148 километров при норме в 250 тысяч.
Указом Президиума Верховного Совета СССР от 5 ноября 1943 года «за особые заслуги в обеспечении перевозок для фронта и народного хозяйства и выдающиеся достижения в восстановлении железнодорожного хозяйства в трудных условиях военного времени» Папавину Александру Петровичу присвоено звание Героя Социалистического Труда с вручением ордена Ленина и золотой медали «Серп и Молот».
После войны Папавин ещё долго не расставался со своим Су99-07. Потом переделал по-своему ещё четыре паровоза, усиливал мощность. Учил молодёжь.
Проработал на железнодорожном транспорте 51 год. Машинист Папавин покрыл на своём паровозе расстояние, равное двадцати рейсам вокруг земного шара. В 1958 году вышел на пенсию.
Жил в городе Ярославле. Скончался 22 сентября 1973 года.
Награждён тремя орденами Ленина (05.11.1938, 05.11.1943, ?), двумя орденами Трудового Красного Знамени, медалями; знаком «Почётный железнодорожник».